# Maculinea supracaeca
Maculinea supracaeca är en fjärilsart som beskrevs av Barend J. Lempke 1955. Maculinea supracaeca ingår i släktet Maculinea och familjen juvelvingar. Inga underarter finns listade i Catalogue of Life.